# Гойта
Гойта (чечен. ГIой) — река в России, протекает в Чеченской Республике. Правый приток Сунжи.

## География
Река Гойта берёт начало в лесу Гарикиндук неподалёку от горы Гой-Корта. Течёт на север мимо села Гой-Чу. У села Гойское пересекает Аргунский канал. Далее течёт на север через село Гойты. В черте города Грозный на реке устроено Чернореченское водохранилище. Устье реки находится западнее улицы Сайханова в 97 км по правому берегу реки Сунжа. Длина реки составляет 41 километр, площадь водосборного бассейна — 117 км².
Система водного объекта: Сунжа → Терек → Каспийское море.

## Название
Согласно «Топонимическому словарю Кавказа», «в основе перевода гидронима либо чеченское гой — „войны“, либо гӏуй — „засов“; формант тӏи переводится, как „на“, то есть или „река воинов“, или „на засове“ (вайнах.)».

## Гидрология
Как и многие реки бассейна Сунжи, Гойты питается из родников и не имеет ледникового и высокогорного снегового питания. Также у данной группы рек отсутствует летнее половодье.

## История
В 1846 году была прорублена была Гойтинская просека, после чего, согласно «ЭСБЕ», «часть чеченцев, проживавших вдоль берега реки, переселилась в Чёрные горы, мирные же общества поселились в крепостях». По сведениям начала XX века, правый берег Гойты был безлесен, левый покрыт вплоть до устья лесом.
По реке Гойта проходит граница двух этнографических районов — Большой и Малой Чечни.
В 1852 году была сложена песня «Экспедиция в ущелье реки Гойты».

## Данные водного реестра
По данным государственного водного реестра России относится к Западно-Каспийскому бассейновому округу, водохозяйственный участок реки — Сунжа от истока до города Грозный. Речной бассейн реки — Реки бассейна Каспийского моря междуречья Терека и Волги.
Код объекта в государственном водном реестре — 07020001112108200005789.